# Pussy (Savoie)
Pussy ist ein Bergdorf und eine Commune déléguée mit 331 Einwohnern (Stand 1. Januar 2022) in der Gemeinde La Léchère im Arrondissement Albertville und im Département Savoie.

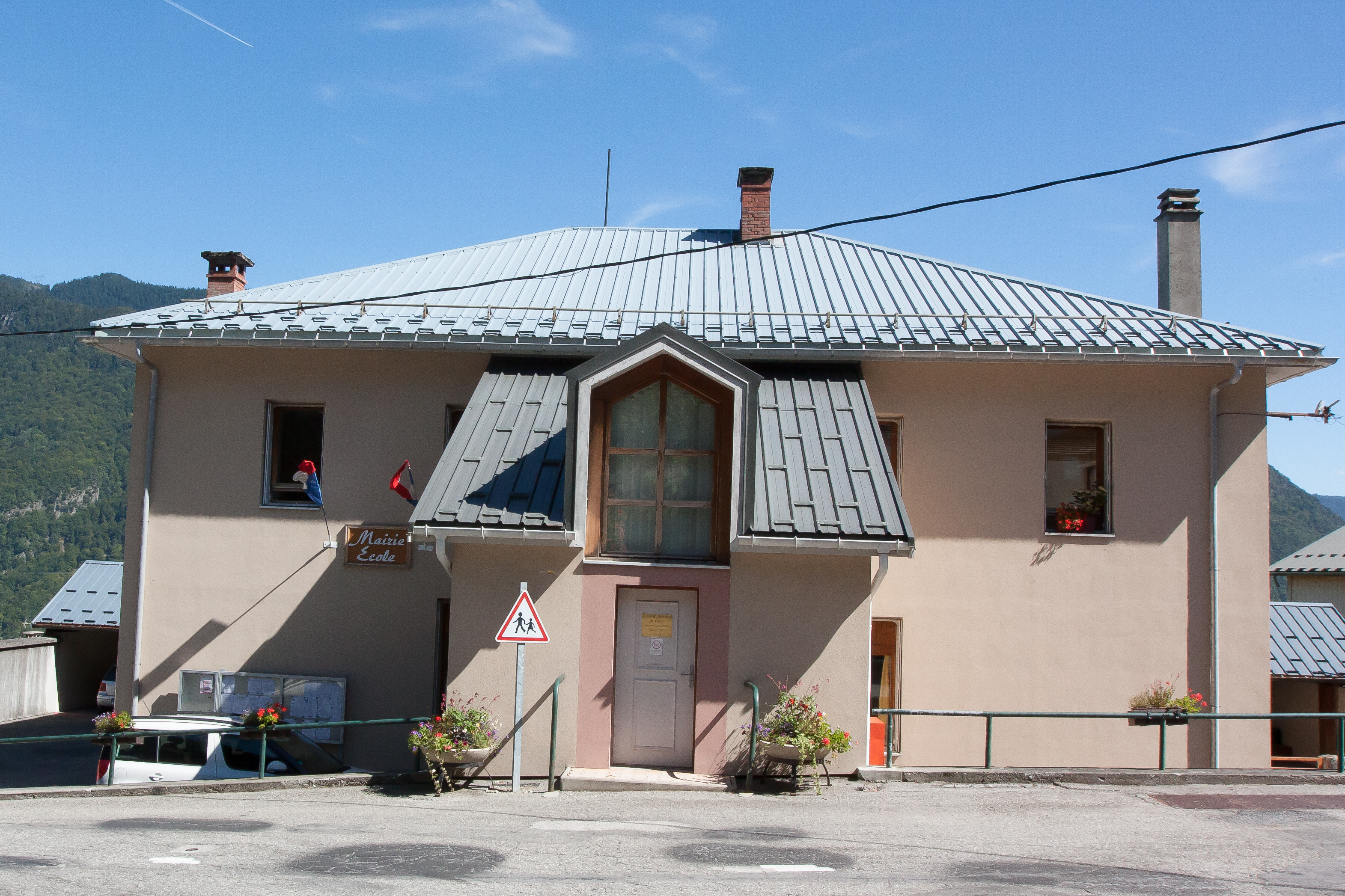
Außenstelle der mairie und Dorfschule in Pussy

In der Nähe des Flusses Isère und des Berges Mont Bellachat gelegen, deckt die Fläche des Dorfes etwa 18 km² ab. Die Gemeindekirche, dem Hl. Johannes der Täufer geweiht, wurde im Jahre 1669 wiederaufgebaut.

## Geschichte
Der Name stammt von dem galloromanischen Pusiacum, wobei pusus „kleiner Junge“ bedeutet. Bereits im Hochmittelalter gab es eine Kirche in Pussy (Ecclesia de Puiseio, 1170). Die Schreibweise des Ortes änderte sich über Pussiacum (14. Jahrhundert) zu Pussy im 18. Jahrhundert. In einer Gemeindereform wurde Pussy mit einigen anderen Dörfern im Jahr 1972 nach La Léchère eingemeindet.
Die Bevölkerung von Pussy wurde 1561 mit 1.455 Einwohnern, 1776 mit 548 Einwohnern und 1979 mit 276 Einwohnern gezählt.